# Željana Zovko

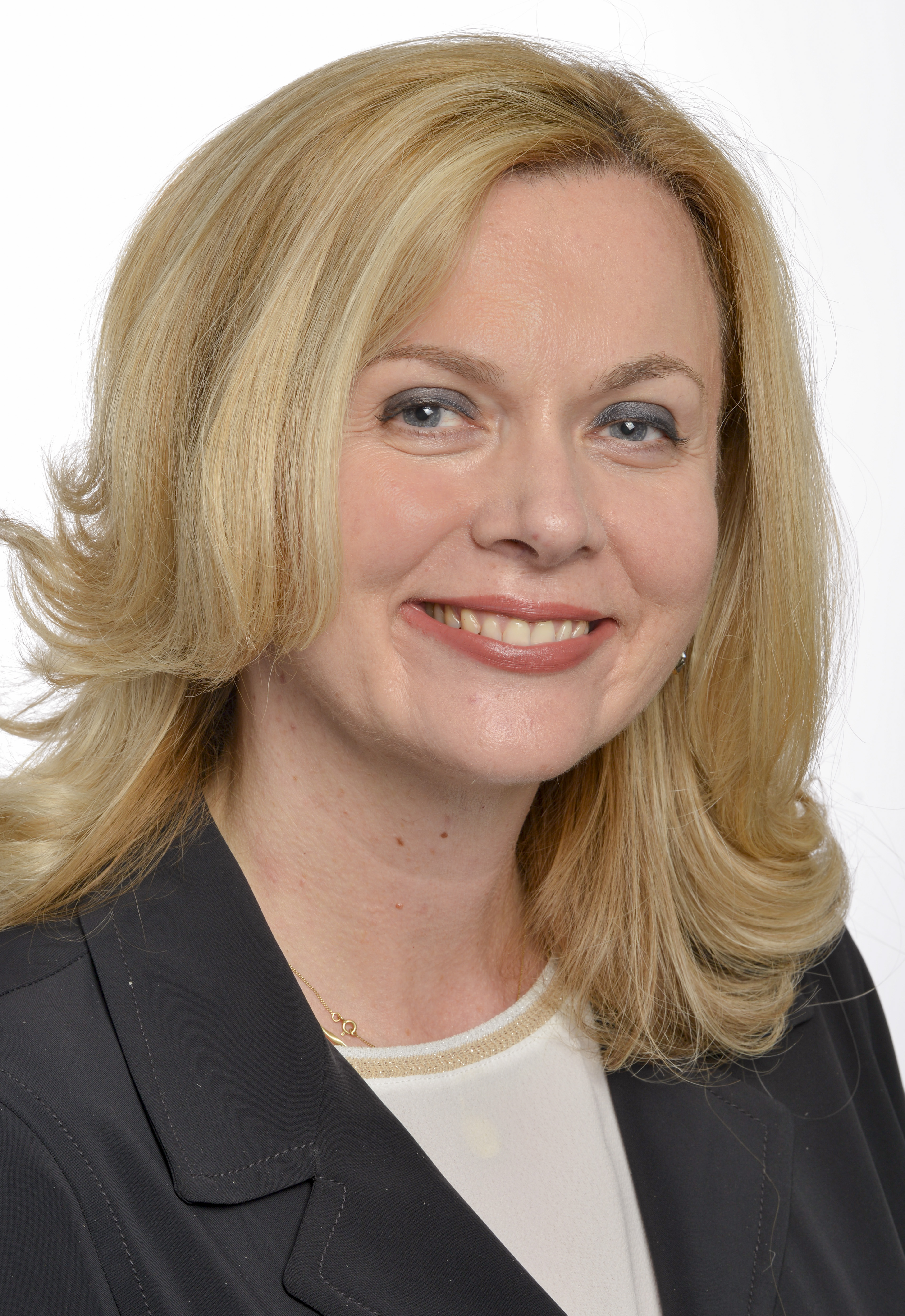
Željana Zovko (2019)

Željana Zovko (* 25. März 1970 in Mostar, Bosnien und Herzegowina, Sozialistische Föderative Republik Jugoslawien) ist eine kroatische Politikerin (HDZ) sowie ehemalige Diplomatin und Botschafterin Bosniens und Herzegowinas. Seit Oktober 2016 ist sie Mitglied des Europäischen Parlaments.

## Beruf und Politik
Željana Zovko besitzt die doppelte Staatsbürgerschaft Bosniens und Herzegowinas sowie Kroatiens. Sie hat absolvierte ein Studium an der University of North London (UNL) in Französisch und hat ein Diplom als Lehrerin in diesem Fach. Zovko wurde 1999 Mitarbeiterin für Öffentlichkeitsarbeit beim Staatspräsidium von Bosnien und Herzegowina und leitete von 2002 bis 2004 das Büro des kroatischen Vertreters.
Im Jahr 2004 trat Zovko in den diplomatischen Dienst Bosniens und Herzegowinas ein. Im April des Jahres wurde sie zur residierenden Botschafterin in Frankreich ernannt. Mit Sitz in Paris war sie auch nichtresidierend in Algerien, Tunesien, Monaco, Andorra sowie bei der UNESCO akkreditiert. Vier Jahre später wechselte sie bis Dezember 2011 als Botschafterin nach Spanien, mit Seitenakkreditierungen in Marokko und bei der Weltorganisation für Tourismus (UNWTO) in Madrid. Im staatlichen Ausschusses für die Beziehungen zur UNESCO war sie bis 2015 tätig.
Von Januar 2012 bis März 2015 wirkte Zovko als außenpolitische Beraterin des Ministerpräsidenten Vjekoslav Bevanda. Nachdem dieser Finanzminister wurde, kehrte sie von Mai 2015 bis Oktober 2016 als Botschafterin in Italien – nichtresidierend in Malta und San Marino sowie Ständige Vertreterin bei der Ernährungs- und Landwirtschaftsorganisation der Vereinten Nationen (FAO), beim Welternährungsprogramm der Vereinten Nationen (WFP) und beim Internationalen Fonds für landwirtschaftliche Entwicklung (IFAD).
Zovko kandidierte Europawahl in Kroatien und 2014 bei den Europawahlen in Kroatien für die Kroatische Demokratische Union (HDZ, Hrvatska demokratska zajednica). Die HDZ trat 2014 im Parteienbündnis „Patriotische Koalition“ an. Dieses gewann die Wahl mit 41,4 Prozent der Stimmen, von dessen sechs Sitzen entfielen vier auf die HDZ. Zovko erhielt den zweiten Nachrück-Platz ihrer Partei.
Nachdem am 13. Oktober 2016 Andrej Plenković und Davor Stier als Premierminister sowie Vize-Premier und Außenminister der Republik Kroatien aus dem Europäischen Parlament ausschieden, rückten am 24. Oktober Ivica Tolić und Zovko auf deren Plätze nach. Zovko gehört dort der christdemokratischen Fraktion der Europäischen Volkspartei an. Sie ist Mitglied des Ausschusses für auswärtige Angelegenheiten und der Delegation für die Beziehungen zu Bosnien und Herzegowina und dem Kosovo. Zovko ist stellvertretendes Mitglied des Ausschusses für Kultur und Bildung, des Unterausschusses für Sicherheit und Verteidigung sowie in den Delegationen für die Beziehungen zu den Vereinigten Staaten und in der Parlamentarischen Versammlung Europa-Lateinamerika.
Zovko unterhält ein Büro in Split.

## Auszeichnungen
König Juan Carlos verlieh Zovko 2012 das weiße Großkreuz des Militär-Verdienstordens Spaniens (spanisch Gran Cruz del Mérito Militar con distintivo blanco).